# Världsdagen för cyklar
Världsdagen för cyklar är en internationell dag av Förenta nationernas internationella dagar. Den  instiftades år 2018 på initiativ av Turkmenistan och firas den 3 juni varje år.

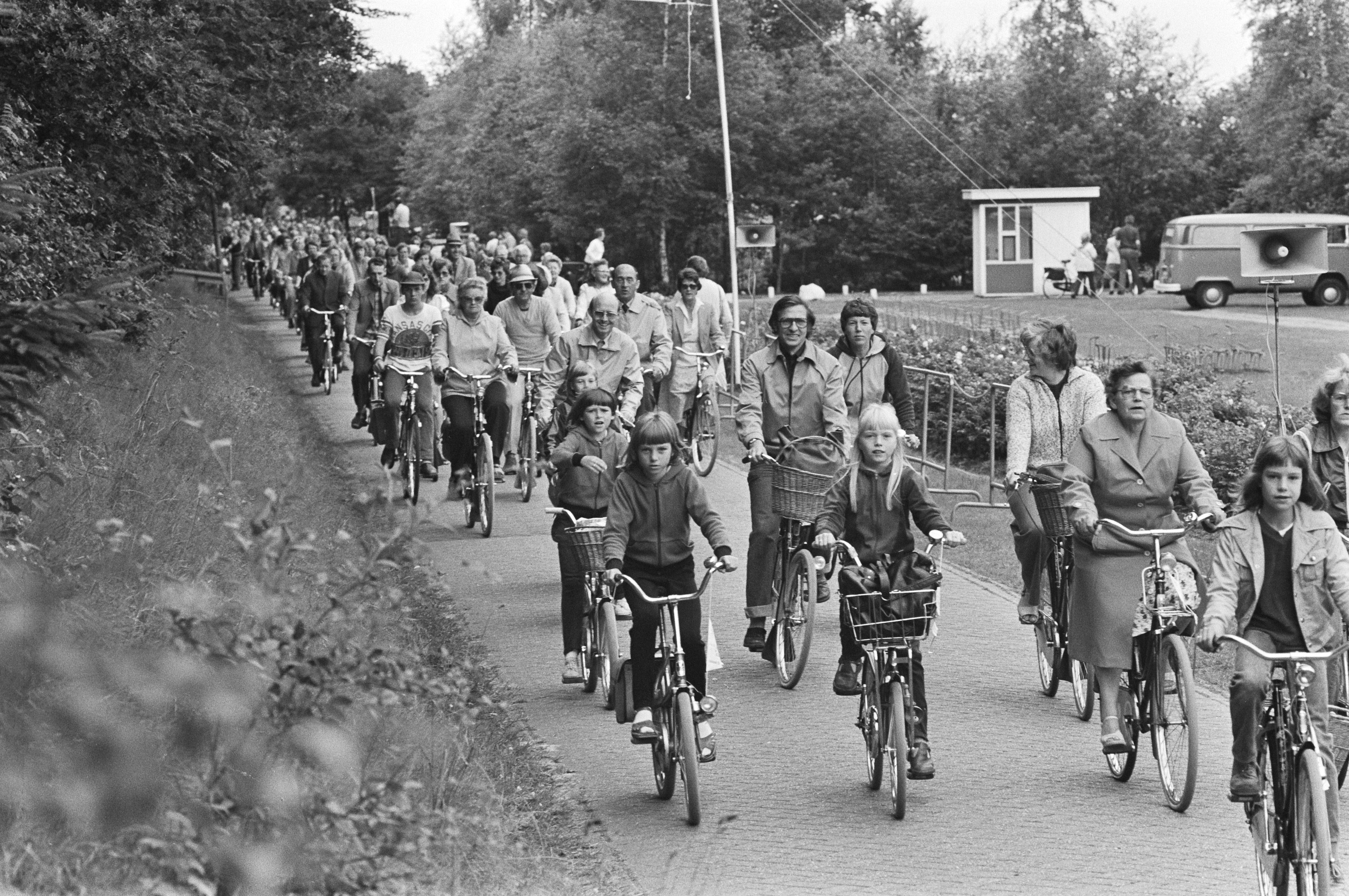
Cyklande nederländare 1979.

Världscykeldagen uppmärksammar cykeln som ett enkelt och billigt transportmedel med låg miljöpåverkan. 
Trots att det är fler än 200 år sedan cykeln uppfanns och fler än en miljard människor i världen använder cykeln som transportmedel eller för motion har den inte uppmärksammats av FN förrän Leszek Sibilski, professor i sociologi vid Montgomery College i Maryland i USA och tidigare tävlingscyklist, tog upp frågan i en blogg år 2015. Han tog kontakt med Turkmenistans FN-ambassadör hösten 2017, som stödde förslaget som en del av landets arbete för hållbar transport.

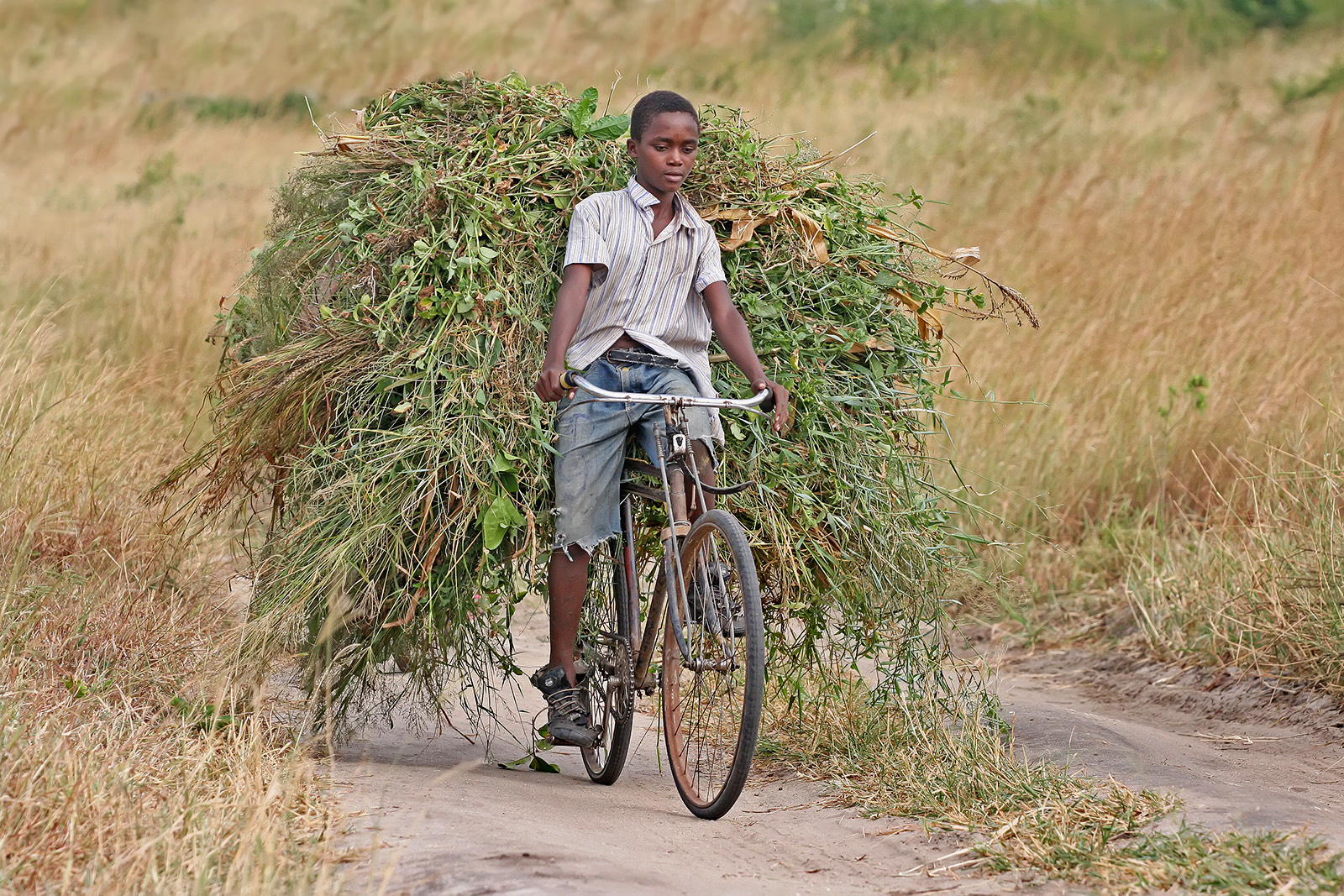
Cykeltransport av hö i Tanzania.

Det turkmeniska förslaget till FN:s generalförsamling stöddes av  56 länder och antogs enhälligt den 12 april 2018.